# Eriopyga nocanoca
Eriopyga nocanoca är en fjärilsart som beskrevs av Dyar 1919. Eriopyga nocanoca ingår i släktet Eriopyga och familjen nattflyn. Inga underarter finns listade i Catalogue of Life.